# Guns of Icarus Online
Guns of Icarus Online est un jeu vidéo multi-joueur de tir en vue à la première personne prenant place dans un univers steampunk. Il a été développé par Muse Games et sorti sur PC le 29 octobre 2012. Il est la suite de Guns of Icarus.
Le 23 décembre 2011, le studio lance un projet Kickstarter afin de financer une partie du développement du jeu. Le 21 février 2012, la période de levée de fonds terminée, le studio a récolté 35 237$ sur les 10 000 demandés. Après une version bêta disponible le 10 avril 2012, la version 1.0 sort officiellement le 29 octobre 2012, rapidement suivie par une mise à jour vers la version 1.1 le 23 novembre.

## Système de jeu
Guns of Icarus Online est un FPS multijoueur à l'ambiance steampunk/dieselpunk dans lequel des équipes de quatre joueurs contrôlent des navires volants. Chaque membre de l'équipe occupe un rôle spécifique à choisir parmi trois classes : le canonnier (gunner), l'ingénieur (engineer) et le pilote (pilot), chacune ayant différents outils et capacités. Le capitaine choisi aussi le type de navire et l'armement. Plusieurs vaisseaux sont disponibles :
- Galleon: Le Galleon est le plus gros et le plus résistant des vaisseaux avec une forte puissance de feu. Ces forces sont toutefois compensées par une faible vitesse.
- Squid: Le Squid est le plus rapide des six, lui octroyant une très grande manœuvrabilité mais il est aussi le moins résistant.
- Goldfish: Le Goldfish est équipé d'un canon principal à l'avant et de deux canons secondaires de chaque côté. Il mise avant tout sur sa vitesse et sa grande manœuvrabilité.
- Junker: Le Junker possède 5 canons légers et une grande manœuvrabilité mais une faible vitesse.
- Pyramidion: Le Pyramidion est équipé de deux canons sur le pont supérieur et deux sur le pont inférieur. Il a une forte puissance de feu mais est très lent à la manœuvre.
- Spire: Le Spire est un vaisseau vertical qui peut tourner sur lui-même très rapidement avec une forte puissance de feu mais une coque faible.
- Mobula: Le Modula possède 5 canons légers à l'avant mais aucun sur les côtés ou l'arrière.